# لاري واتسون (كاتب)
لاري واتسون (بالإنجليزية: Larry Watson)‏ (1947، داكوتا الشمالية في الولايات المتحدة)؛ شاعر وروائي أمريكي.